# Acid1
Acid1 — тест на відповідність браузерів сучасним на момент виходу вебстандартам (переважно CSS-1). Сам тест це сторінка в інтернеті, яку в жовтні 1998 року створив Тодд Фахнер (Todd Fahrner). Деякі тести браузерів перевіряли тільки відповідність одному стандарту, а Acid1 був повноцінною системою перевірки працездатності браузера в середовищі інтернету.
Назва походить від кислотної проби — простої перевірки, чи є зразок металу золотом. Золото не повинне розчинятися в кислоті і повинне — в царській воді.

## Історія
Acid1 одночасно перевіряв низку функцій браузера на одній сторінці, і всі основні браузери його проходили. Тест створив Тодд Фахнер, якого часто звинувачували у відсутності бажання створювати жорсткі випробування на сумісність браузерів. Подивившись на тести, створені Бредненом Макденіелом (Braden McDaniel), які використовують посилання renderings для уточнення результатів, Фахнер розробив комплексний тест, в основі якого була незвичайна графіка. 1999 року тест включено в пакунок випробувань на відповідність браузерів CSS1.
У тесті Acid1 згадано поему Т. С. Еліота «The Hollow Men» як великоднє яйце.
Якщо в Internet Explorer 5 під керуванням операційної системи Mac OS в адресному рядку ввести about:tasman, то буде виведено сторінку, що містить Acid1, у якому стандартний текст замінено іменами розробників браузера.